# Couponcode
Een couponcode is een code waarmee men een product kan verkrijgen zonder (verdere) betaling of met korting (al naargelang hiervan wordt het ook wel een kortingcode, promotiecode of actiecode genoemd). Het is de digitale variant van een waardebon van papier. Er wordt onderscheid gemaakt tussen exclusieve couponcodes, die uitsluitend bij één bepaalde website gebruikt kunnen worden, en algemene couponcodes, die op meerdere website te gebruiken zijn.

## Verwerving
Een couponcode kan worden gekocht, gewonnen (bij bijvoorbeeld enquêtes of online spellen) of worden 'gevonden' op internet. Couponcodes worden verzameld op speciale couponcodewebsites, maar zijn ook in webshops zelf te vinden of op socialmediakanalen van webshops en websites. Daarnaast worden couponcodes ook verstrekt in elektronische nieuwsbrieven (commerciële e-mail).

## Gebruik
De code wordt ingevoerd op een website. Het kan bijvoorbeeld gaan om de directe omwisseling voor een e-ticket (dit wordt soms "verzilveren" genoemd), of een bestelling bij een webwinkel met aan het einde van het aankoopproces het invoeren van de code, waarmee korting wordt verkregen.

## Toepassing
In Amerika en het Verenigd Koninkrijk is het gebruik van couponcodes al langer ingeburgerd. De Nederlandse en Belgische consumenten worden zich er echter ook steeds meer bewust van. Dit komt mede door websites die deze couponcodes plaatsen, maar ook omdat webshops zelf couponcodes actiever promoten. Dat Belgen en Nederlanders zich steeds bewuster worden van couponcodes en kortingscodes is ook te zien aan gegevens uit Google Trends. Deze trends geven aan dat sinds 2009 het aantal zoekopdrachten via Google naar kortingscodes exponentieel is gegroeid. In 2013 zijn naar schatting ruim 5,2 miljoen Nederlanders bekend met het fenomeen kortingscodes. De meest voorkomende couponcodes geven een vast percentage korting.
Webshops gebruiken couponcodes om extra exposure te genereren en (voornamelijk omzetmatig) grote stappen te maken. De ervaring leert dat couponcodes goede mogelijkheden bieden om te meten wat de effecten zijn van on- en offlinecampagnes. Webshops gebruiken couponcodes verder om de naamsbekendheid onder de doelgroep te vergroten of de verkoop van een bepaald product te stimuleren. Deze couponcodes worden verstrekt middels een nieuwsbrief waar bestaande klanten zich voor hebben ingeschreven, of via websites die couponcodes plaatsen. Een veelgebruikte tactiek om een klantenbinding te stimuleren, is bij een aankoop een couponcode te verstrekken voor korting op een tweede aankoop. Ook is er altijd de mogelijkheid dat als iemand een couponcode besteedt, hij of zij tegelijkertijd ook andere zaken bestelt.
Het komt ook voor dat een consument pas korting krijgt wanneer de aankoop op social media gedeeld wordt, dit wordt ook wel een social deal genoemd.